# Charles Spencer
Charles Spencer, III conde de Sunderland, KG, PC (23 de abril de 1675 – 19 de abril de 1722), conocido como Lord Spencer desde 1688 hasta 1702, fue un estadista y noble inglés de la familia Spencer. Se desempeñó como Lord Teniente de Irlanda (1714–1717), Lord Privy Seal (1715–1716), Lord Presidente del Consejo (1718–1719) y Primer Lord del Tesoro (1718–1721).
Es antepasado tanto de Winston Churchill como de Diana, Princesa de Gales, y a través de ella, el actual heredero de la Monarquía del Reino Unido, William, Príncipe de Gales.

## Primeros años de vida
Fue el segundo hijo de Robert Spencer, segundo conde de Sunderland y Anne Digby, hija de George Digby, segundo conde de Bristol. A la muerte de su hermano mayor Robert en París en septiembre de 1688, se convirtió en heredero de la nobleza. Llamado por John Evelyn "un joven de esperanzas extraordinarias", completó su educación en Utrecht y en 1695 ingresó a la Cámara de los Comunes como miembro de Tiverton. En el mismo año, se casó con Arabella, hija de Henry Cavendish, segundo duque de Newcastle; ella murió en 1698 y en 1700 se casó con Anne Churchill, hija de John Churchill, primer duque de Marlborough y Sarah Churchill, duquesa de Marlborough. Esta fue una alianza importante para Sunderland y para sus descendientes; a través de él, se introdujo en la vida política y más tarde el ducado de Marlborough llegó a los Spencer.
En 1698 sumergió a su familia en el escándalo cuando su cuñado Donogh MacCarthy, cuarto conde de Clancarty, que había sido encarcelado en la Torre de Londres por su apoyo a James II y luego escapó, se reconcilió con su esposa de larga distancia. La hermana de Charles, Elizabeth, y por fin consumaron el matrimonio. Charles, alertado por los sirvientes de su padre, hizo arrestar a Clancarty mientras estaba en la cama con Elizabeth. El resultado fue un alboroto público que avergonzó gravemente a sus padres. Guillermo III trató el asunto como una tontería, preguntándose por qué todos los que conocía se burlaban de él sobre "esa pequeña chispa de Clancarty", y le dio permiso a la pareja para establecerse en Altona, Hamburgo. Isabel, que murió en Hamburgo en 1704, nunca volvió a ver a sus padres ni a su hermano. El biógrafo de su padre comenta que el asunto no mostró a Charles bien ni como hombre ni como hermano.

## Carrera
Habiendo accedido a la nobleza en 1702, Sunderland fue uno de los comisionados para la unión entre Inglaterra y Escocia, y en 1705 fue enviado a Viena como enviado extraordinario. Aunque estaba teñido de ideas republicanas y se había vuelto detestable para la reina Ana al oponerse a la subvención de su esposo, el príncipe George, a través de la influencia de Marlborough fue endosado al ministerio como Secretario de Estado para el Departamento del Sur, asumiendo el cargo en diciembre. 1706.
De 1708 a 1710, fue uno de los cinco whigs llamados colectivamente Junto, que dominaron el gobierno, pero tenía muchos enemigos, la reina todavía no le gustaba y, en junio de 1710, fue despedido. Anne le ofreció una pensión de 3000 libras esterlinas al año, pero él la rechazó diciendo que "si no pudiera tener el honor de servir a su país, no lo saquearía". Cuando Marlborough protestó por el despido, la Reina preguntó sarcásticamente si "la paz de Europa debe depender de ello". Agregó que Sunderland era universalmente impopular, que de hecho era el caso.
Sunderland continuó participando en la vida pública y se mantuvo activo en la comunicación con la corte de Hannover sobre los pasos a seguir ante la proximidad de la muerte de la reina. Conoció a Jorge I en 1706, pero cuando el elector se convirtió en rey, Sunderland solo aseguró la posición relativamente poco importante de Lord Teniente de Irlanda. En agosto de 1715, se unió al gabinete como Lord Privy Seal. Después de una visita a Jorge I en Hannover, obtuvo, en abril de 1717, el cargo de Secretario de Estado del Departamento del Norte. Este lo conservó hasta marzo de 1718, cuando se convirtió en Primer Lord del Tesoro, ocupando también el cargo de Lord Presidente del Consejo. Ahora era efectivamente el primer ministro. Sunderland estaba especialmente interesado en el proyecto de ley de nobleza propuesto, una medida diseñada para limitar el número de miembros de la Cámara de los Lores, pero fue derrotado debido en parte a la oposición de Sir Robert Walpole.
En 1719, sucedió a Lionel Sackville, primer duque de Dorset en el puesto de la corte como novio del taburete del rey Jorge I, cargo que ocupó hasta su muerte en 1722. También fue nombrado caballero de la Orden de la Jarretera en 1719. También fue suscriptor principal de la Royal Academy of Music, una corporación que producía ópera barroca en el escenario.
El estallido de la Burbuja de los Mares del Sur lo llevó a su ruina política. Había tomado parte en el lanzamiento del plan de 1720, por lo que la opinión pública se levantó en su contra y fue solo gracias a los esfuerzos de Walpole que la Cámara de los Comunes lo absolvió cuando se investigó el asunto. En abril de 1721, renunció a sus cargos, pero conservó su influencia con Jorge I hasta su propia muerte el 19 de abril de 1722.
Sunderland heredó la pasión por la intriga de su padre, mientras que sus modales eran repulsivos, pero se destaca entre sus asociados por su desinterés y tenía una mente alerta y perspicaz. Desde sus primeros años, tuvo un gran amor por los libros, y dedicó su tiempo libre y su riqueza a formar la biblioteca en Althorp, que en 1703 fue descrita como "la mejor de Europa". En 1749, parte de ella fue trasladada al Palacio de Blenheim.
En 1722, Sunderland estuvo implicado en lo que se conoció como el complot de Atterbury, para restaurar la Casa de Stuart, y su muerte fue uno de los factores que sacaron a la luz el complot.
La ciudad de Sunderland, Massachusetts, fue nombrada en su honor en noviembre de 1718, justo después de que se convirtiera en Lord Presidente del Consejo.

## Matrimonios e hijos
Su primera esposa fue Lady Arabella Cavendish (19 de agosto de 1673 – 4 de junio de 1698), hija de Henry Cavendish, segundo duque de Newcastle. Tuvieron una hija:
- Lady Frances Spencer (c. 1696

 – 27 de julio de 1742), se casó con Henry Howard, cuarto conde de Carlisle.
Su segunda esposa fue Lady Anne Churchill (27 de febrero de 1683 – 15 de abril de 1716). Murió en abril de 1716, tras una carrera de considerable influencia en la vida política de su época. Tuvieron seis hijos:
- Honorable Robert Spencer (2 de diciembre de 1700 – 12 de septiembre de 1701).
- Robert Spencer, cuarto conde de Sunderland (24 de octubre de 1701 – 27 de noviembre de 1729).
- Lady Anne Spencer (1702 – 19 de febrero de 1769), se casó con William Bateman, primer vizconde Bateman.
- Charles Spencer, quinto conde de Sunderland (22 de noviembre de 1706 – 20 de octubre de 1758), sucedió a su tía, Henrietta Godolphin, segunda duquesa de Marlborough, como tercer duque de Marlborough.
- Honorable Juan Spencer (13 de mayo de 1708 – 19 de junio de 1746), padre de John Spencer, primer conde Spencer.
- Lady Diana Spencer (1710 – 27 de septiembre de 1735), se casó con John Russell, cuarto duque de Bedford.

En 1717, se casó con una dama de fortuna irlandesa, Judith Tichborne (c. 1702
 – 17 de mayo de 1749), hija de Sir Benjamin Tichborne de Beaulieu (hermano menor de Sir Henry Tichborne, primer barón Ferrard, cr. irlandés 1715) y Elizabeth Gibbs. Tuvieron tres hijos que murieron en la infancia:
- Niño sin nombre (nacido y muerto en 1718).
- Lady Margaret Spencer (nacida y fallecida en 1719): su ataúd fue retirado de la iglesia de St James en Londres, donde había sido enterrada por primera vez y enterrada en el panteón familiar en la iglesia Great Brington el mismo día del entierro de su padre, el 1 de mayo de 1722.
- Honorable William Spencer (1720 – 17 de abril de 1722) - enterrado en el panteón familiar en la iglesia de Great Brinton el mismo día que su padre el 1 de mayo de 1722.

Después de su muerte, se casó con Sir Robert Sutton (1671 - 13 de agosto de 1746).